# 李际泰
李际泰（1919年—1985年），山东省武城县城关三里庄人，中华人民共和国政治人物、中国人民解放军少将。

## 生平
1937年，加入八路军129师东进抗日挺进纵队津浦支队，担任一营三连文书，次年随部进入山东，担任三连指导员。1940年，升任八路军山东纵队第二旅第四团组织股长，后调任二旅第六团总支书记、莒南县独立营副政委、滨海主力第十三团政治处副主任、山东军区第一师第二团政治处主任等，率部攻占胶县、诸城等。第二次国共内战期间，担任东北民主联军第一师第二团政委、东北人民解放军一纵第一师政治部主任，第四野战军第13兵团第38军112师政治部主任、政委，指挥及参与四平战役、辽沈战役、平津战役，并随部南下长江，参加衡宝战役。中华人民共和国成立后，担任第38军112师政委，率部进入朝鲜，参加朝鲜战争并立战功。并参加板门店谈判。1954年随部回国，担任38军副军长、军长。1956年，调任华北防空军副司令员、北京军区空军副司令员、司令员，获二级独立自由勋章和二级解放勋章。1961年，授少将军衔。1972年，担任中华人民共和国第三机械工业部部长，兼北京军区空军司令员。1975年，不再兼职军务，仍然担任第三机械工业部部长。1977年，因牵连四人帮案而被免职。